# Вознесенский мост (Колпино)
Вознесе́нский мост — автодорожный металлический балочный мост через Советский канал в городе Колпино (Колпинский район Санкт-Петербурга).

## Расположение
Расположен в створе проспекта Ленина.
Рядом с мостом располагаются Городской сад и церковь Вознесения Господня.
Выше по течению находится Адмиралтейский мост.

## Название
В середине XIX века из-за дугообразной формы верхнего строения мост назывался Горбатым. Не ранее 1854 года возникло название Царскосельским, по наименованию Царскосельского шоссе. Некоторое время заводские и колпинские мосты имели номера, и тогда мост значился под номером 97. После постройки в 1907 году заводской больницы мост получил название Больничный. В советское время мост не имел названия. Современное название мост получил 3 июля 2012 года по находящейся у моста церкви Вознесения Господня.

## История
Мост через полукруглый канал на этом месте отмечен на гравюре 1806 года. В 1848 году он был реконструирован, а в 1865 году на средства Ижорского завода на его месте был построен новый трёхпролётный деревянный мост на каменных опорах, обложенных чугуном. В 1889 году выполнен ремонт моста: разборка настила и перил, замена боковых устоев. Работы производил купец С. К. Гарант. В 1897 году силами Ижорсокого завода проведён очередной ремонт моста. 
Существующий мост построен в 1947 году. Сведений о проектной и строительной организациях в архивах СПб ГБУ «Мостотрест» не обнаружено. В 1961 году по проекту инженера института «Ленгипроинжпроект» Е. Е. Розенфельда выполнен капитальный ремонт моста с уширением в обе стороны. Строительство осуществляло СУ-2 треста «Ленмостострой».

## Конструкция

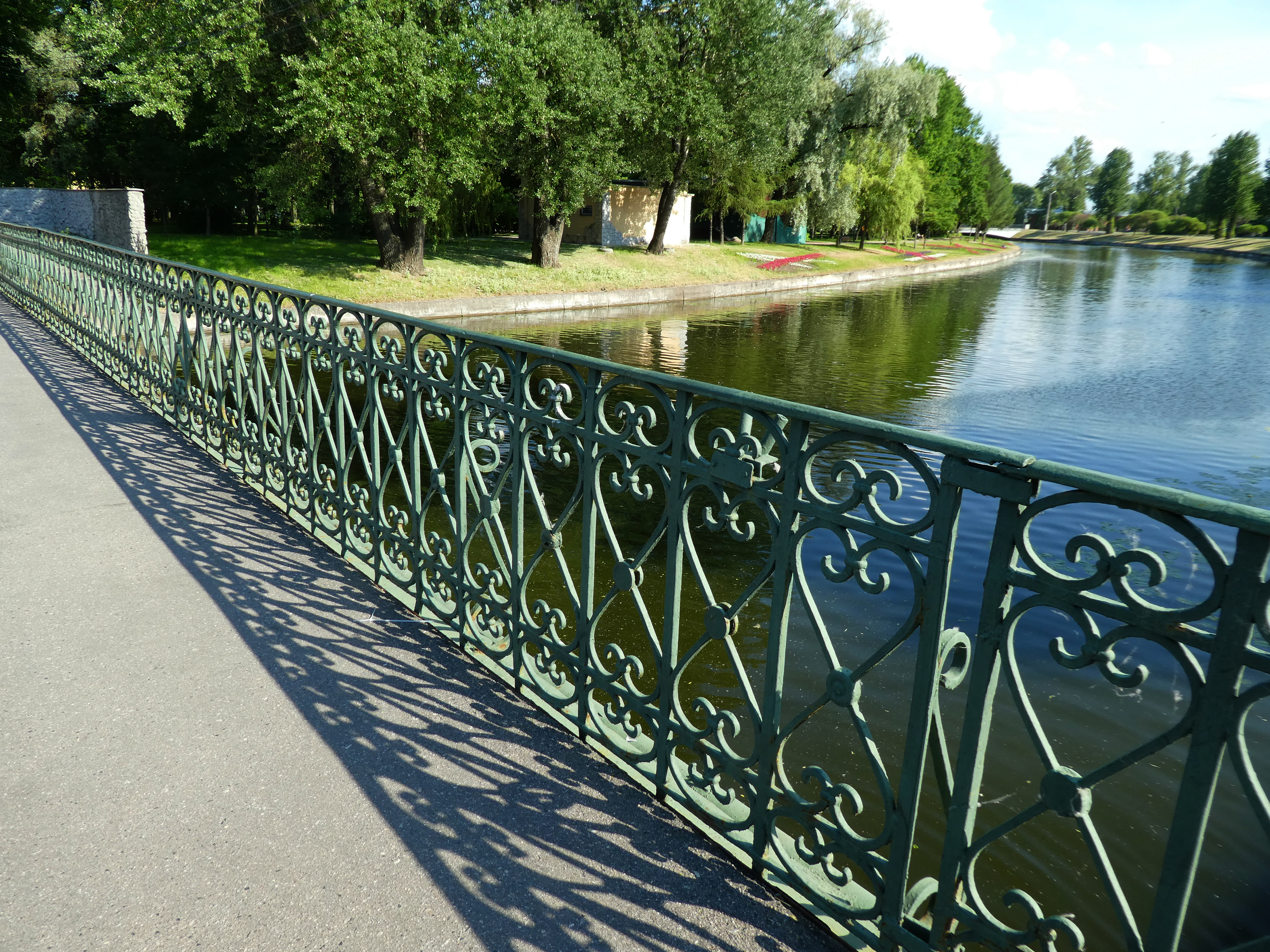
Ограждение Вознесенского моста

Мост трёхпролётный сталежелезобетонный балочный. Пролётные строения состоят из восьми балок, четыре из которых — клëпаные двутавры — остались от конструкции моста постройки 1947 года. В 1961 году к ним, в целях уширения моста, с верховой и низовой сторон были пристроены по две прокатные двутавровые балки, усиленные по поясам металлическими листами. При этом соответственно были перестроены опоры моста. Сверху, по вновь установленным балкам, были уложены железобетонные тротуарные блоки, объединённые с существующей монолитной плитой проезжей части. Опоры моста каменные, в металлической «рубашке». Подферменные площадки устроены из железобетона, открылки устоев – из кирпичной кладки, оштукатуренной цементным раствором. Общая длина моста составляет 44,6 м, ширина — 13,9 м (в том числе два тротуара по 2,1 м).
Мост предназначен для движения автотранспорта и пешеходов. Проезжая часть моста включает в себя 2 полосы для движения автотранспорта. Покрытие проезжей части и тротуаров — асфальтобетон. Тротуары отделены от проезжей части железобетонными парапетами. Перильное ограждение металлическое кованое. С верховой стороны моста на правом берегу канала устроен лестничный спуск к воде.